# 이매진 컵

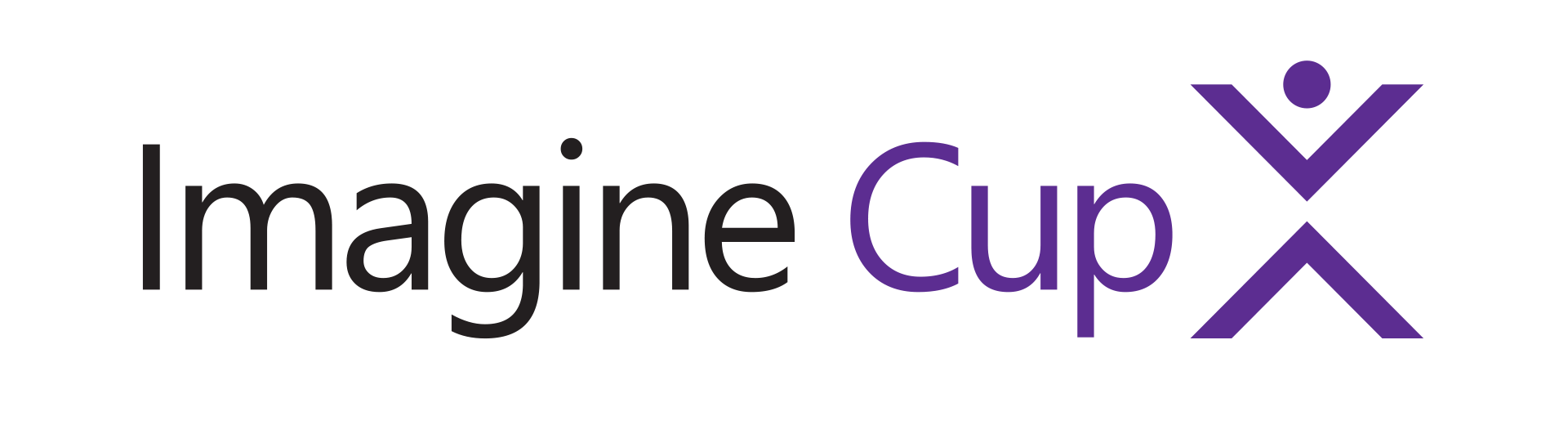

이매진 컵(Imagine Cup)은 매년 열리는 경진 대회로 마이크로소프트사에서 주최하고 후원하는 대회이다. 이 대회는 젊은 과학자나 기술자들이 세계에 산적해 있는 어려운 문제를 어떻게 해결할 수 있는지에 관한 주제를 바탕으로 매년 열리고 있으며, 주로 소프트웨어 설계 부문을 중심으로, 한 팀에 고등학생과 대학생을 포함하여 네 명의 팀원이 모여 대회에서 제시한 주제를 대상으로 하는 소프트웨어 솔루션을 제출하는 방식으로 진행되었다. 2002년에 처음 시작하여, 점진적으로 대회의 규모가 증가하고 있으며, 2008년 현재 약 21만여명, 약 100여 개국, 9개 대회 분야에서 경진이 이루어졌다. 2017년 대회부터는 팀당 3명으로 팀원제한이 변경되었으며, 2017년 현재 1개 부문으로 통합되어 대회가 열리고 있다.
초기에는 단편영화, 디자인, 소프트웨어 등 다양한 부문이 있었고, 2009년 대회부터 유엔의 밀레니엄 개발 목표를 다룸으로써 공익적인 성격이 많이 강화되었다. 2015년 이후 부문별로 주제를 정해오다 2017년 부문이 통합되며 'Code'를 강조하기 시작했다.

## 역사
- 2003년: 스페인, 바르셀로나 - 주제: 사람, 정보, 시스템, 기계들 사이를 웹 서비스와 닷넷을 바탕으로 연결하라
- 2004년: 브라질, 상파울루 - 주제: 지능적인 기술이 일상을 편리하게 만들 수 있는 세상을 상상하라.
- 2005년: 일본, 요코하마 - 주제: 기술이 사람들 사이에 존재하는 장벽을 없앨 수 있는 세상을 상상하라.
- 2006년: 인도, 델리 - 주제: 기술이 사람들의 삶을 건강하게 만들 수 있는 세상을 상상하라.
- 2007년: 대한민국, 서울 - 주제: 기술이 사람들의 교육 수준을 향상시킬 수 있는 세상을 상상하라.
- 2008년: 프랑스, 파리 - 주제: 기술이 지속 가능한 환경을 만들 수 있는 세상을 상상하라.
- 2009년: 이집트, 카이로 - 주제: 기술이 세계의 난제들을 해결할 수 있는 세상을 상상하라.
- 2010년: 폴란드, 바르샤바 - 주제: (상동)
- 2011년: 미국, 뉴욕 - 주제: (상동)
- 2012년: 오스트레일리아, 시드니 - 주제: (상동)
- 2013년: 러시아, 상트페테르부르크 - 주제: (상동)
- 2014년: 미국, 시애틀 - 주제: (상동)
- 2015년: 미국, 시애틀 - 주제: Games, Innovation, World Citizenship 부문별 주제
- 2016년: 미국, 시애틀 - 주제: Games, Innovation, World Citizenship 부문별 주제
- 2017년: 미국, 시애틀 - 테마: Code For The World
- 2018년: (미정) - 테마: Code with purpose

## 경진 부문
설계 및 개발 경진 부문
- 소프트웨어 설계[1]
- 임베디드 개발[2]
- 게임 개발[3]

기술 경진
- 프로젝트 호시미 프로그래밍 배틀[4]
- IT - 정보 기술[5]
- 알고리즘[6]

디지털 예술 부문
- 사진[7]
- 단편 영화[8]
- 인터페이스 디자인[9]

참고: 2009년 경진 대회에서, 프로젝트 호시미 프로그래밍 배틀과 알고리즘 경진 대회는 로보틱스 및 알고리즘 경진 대회로 통합되었으며, 인터페이스 디자인 대신 매쉬업 경진 대회로 변경되었다.
2014년 Games, Innovation, World Citizenship으로 부문이 변경되었으며, 2017년 대회부터는 1개 부문으로 통합되었다.

## 한국팀 역대 전적
한국의 대학생들은 초기 대회부터 대회에서 우수한 성적을 거두어 왔다.

### 우승팀 (1st place)
NEIP - 단편 영화 (2008)
Wafree - Embedded (2009)
Wanna be Alice - Next Web (2010)
Home Run - Windows Phone (2011)

### 준우승팀 (2nd place)
En#605 - Software Design (2007)
Zipi Zigi - Windows Phone (2011)
Bomon - Games (2014)

### 3위 팀 (3rd place)
GOMZ - Game Development (2008)
Tok Tok - Windows Metro Style App (2012)

### 특별상
Lumos - AFT Excellence Award (2013)
세계대회진출
Design 부문
Loveholic - Angel maker (2009) - Saemi Jeong, Sunghwan Lee

## 참고 목록
1. ↑  공식 홈페이지
2. ↑  공식 홈페이지
3. ↑  공식 홈페이지
4. ↑  공식 홈페이지
5. ↑  공식 홈페이지
6. ↑  공식 홈페이지
7. ↑  공식 홈페이지
8. ↑  공식 홈페이지
9. ↑  공식 홈페이지
10. ↑  “이매진컵 단편영화부문서 한국 1위”. 《mk.co.kr》. 2017년 11월 7일에 확인함.